# لولا ایندیگو
لولا ایندیگو (به انگلیسی: Lola Índigo) (زاده ۱ آوریل ۱۹۹۲) خواننده، ترانه‌سرا، رقصنده اسپانیایی است.